# A.F.C. Sudbury
Amalgamated Football Club Sudbury – angielski klub piłkarski z siedzibą w Sudbury. Powstał w 1999 roku z połączenia Sudbury Town (zał. 1885) i Sudbury Wanderers (zał. 1958). W 2000 zespół dotarł do pierwszej rundy Pucharu Anglii, gdzie uległ drużynie Darlington.

## Osiągnięcia
- Eastern Counties League Premier Division
  - Mistrz (5): 2000/2001, 2001/2002, 2002/2003, 2003/2004, 2004/2005
- Eastern Counties League Cup
  - Zdobywca (1): 2006
- FA Vase
  - Finalista (3): 2002/2003, 2003/2004, 2004/2005
- Suffolk Premier Cup:
  - Zdobywca (3) 2001/2002, 2002/2003, 2003/2004
- Puchar Anglii
  - 1. runda (1): 2000/2001

## Historia ligowa
| Sezon     | Liga                                  | Pozycja | Znaczące wydarzenie         |
| --------- | ------------------------------------- | ------- | --------------------------- |
| 1999/2000 | Eastern Counties Premier League       | 3       |                             |
| 2000/2001 | Eastern Counties Premier League       | 1       | Mistrzostwo                 |
| 2001/2002 | Eastern Counties Premier League       | 1       | Mistrzostwo                 |
| 2002/2003 | Eastern Counties Premier League       | 1       | Mistrzostwo                 |
| 2003/2004 | Eastern Counties Premier League       | 1       | Mistrzostwo                 |
| 2004/2005 | Eastern Counties Premier League       | 1       | Mistrzostwo                 |
| 2005/2006 | Eastern Counties Premier League       | 3       | Awans                       |
| 2006/2007 | Isthmian Division One North           | 5       | Porażka w finale play-off   |
| 2007/2008 | Isthmian Division One North           | 2       | Porażka w półfinale playoff |
| 2008/2009 | Southern League Division One Midlands | 12      |                             |
| 2009/2010 | Southern League Division One Midlands | 14      |                             |
| 2010/2011 | Isthmian Division One North           | 7       |                             |
| 2011/2012 | Isthmian Division One North           | 8       |                             |
| 2012/2013 | Isthmian Division One North           | 17      |                             |
| 2013/2014 | Isthmian Division One North           | 10      |                             |
| 2014/2015 | Isthmian Division One North           | 3       | Porażka w półfinale playoff |